# Le Tréport
Le Tréport je francouzská obec, která leží na Alabastrovém pobřeží, v departmentu Seine-Maritime, v regionu Normandie. Je známá především díky tomu, že vápencové útesy, které daly Alabastrovému pobřeží jeho jméno, jsou právě zde nejvyšší – dosahují výšky až 110 metrů.

## Geografie
Nachází se na severu departmentu a na břehu La Manche. V obci se nachází oblázková pláž na úpatí vápencových útesů a přístav. Obec vznikla v ústí Bresle, což je pobřežní říčka dlouhá 68 až 72 kilometrů (podle toho, od kterého pramene se měří).
lázeňské centrum zahrnuje kasino, restaurace a hospůdky.
Společně s Eu a Mers-les-Bains je součástí tří sesterských měst.

## Toponymie
V 11. století je zmiňován pod polatinštěnými názvy Ulteris portum a Ultris portum, podle nedoloženého latinského základu *Ultrensis portus « přístav, který tam je » - tj. ten, který se nachází po proudu od města Eu. Pikardská forma zní le Troiport, což se zmiňovalo ve středověku.

## Historie
Ve středověku v Tréportu stávalo opatství, které však zaniklo v době Velké francouzské revoluce.
Obliba Tréportu jako lázeňského městečka začala v době vlády Ludvíka Filipa I., kdy rodina tohoto panovníka pravidelně pobývala v Eu a tím vytvořila módu koupelí v moři. Bohatá pařížská buržoazie nezůstala pozadu a stavěla si vily na pobřeží moře a tam vedla společenský život, k čemuž docházelo až do 2. světové války. Většina těchto vil byla během vojenských operací v roce 1944 zničena.
Obnovení míru a rekonstrukce po 2. světové válce znovu přitáhla turisty a lázeňský život.

## Hospodářská činnost
Deparmentský přístav v Tréportu byl postaven u ústí řeky Bresle, která historicky vytváří přirozenou hranici mezi Normandií a Picardií. Městečko Mers-les-Bains se již nachází na pikardské části ústí řeky, je zde rybářský přístav, přístav pro rekreační lodě a obchodní přístav (zaměřený především na přepravu dřeva, hrnčířského jílu a fosfátů). Spadá pod Obchodní a průmyslovou komoru normandsko-pikardského pobřeží.

## Seznam památek a významných míst
- Rybí trh je přístupný pro veřejnost celý rok
- Kostel svatého Jakuba (Église Saint-Jacques), který byl postaven v 14. a 16. století a restaurován v roce 1699, jde o francouzskou historickou památku
- Sklářské hutě
- Kaple svatého Juliána
- Kahlburg: galerie vyhloubená v útesech během nacistické okupace
- Muzeum současných uměleckých panenek, otevřené v roce 1989
- Muzeum starého Tréportu: starobylá radnice, vězení, klenutá brána ze 16. století, místní historické muzeum
- Nejvyšší vápencové útesy v Evropě, které dosahují až výšky 110 metrů
- Maják v Tréportu na konci přístavního mola
- Nová lanovka (z roku 2006) – propojuje město s vrcholky útesů

## Osobnosti spojené s Le Tréport
- Paul Paray (1886 - 1979), dirigent a hudební skladatel
- Georges Onésime Choquart (1899 - 1970), francouzský odbojář